# Episparina connubens
Episparina connubens là một loài bướm đêm trong họ Noctuidae.